# خارچنگ
خارچنگ یا چنگاره (به انگلیسی: Crayfish و crawfish) از سخت‌پوستان آب شیرین است که از نظر ظاهری با شاه‌میگوهای کوچک شباهت دارد.
خارچنگ را در فارسی خرچنگ رودخانه، خرچنگ دراز آب شیرین، خرچنگ خاردار و شاه‌میگوی تیغی هم نامیده‌اند. خارچنگ‌ها چنگ‌هایی خاردار دارند که مخصوص بریدن غذا و اجسام است.
خارچنگ‌ها از طریق آبشش‌های پَرمانندی تنفس می‌کنند و در آب‌هایی که در زمستان تا کف یخ نمی‌زنند زندگی می‌کنند. زیستگاه آنان بیشتر چشمه‌ها و رودخانه‌های آب شیرین است. غذای آن‌ها جانوران زنده و مرده است و نسبت به آلودگی آب حساسیت زیادی دارند.
کالبد شناسی بوم شناسی و رده بندی خرچنگ دراز آب شیرین و بررسی موقعیت رده بندی خرچنگ دراز آب شیرین استان گیلان

## ویژگی‌ها
خارچنگ‌ها در همه جای دنیا به جز آفریقا یافت می‌شوند.
خارچنگ‌ها در طول روز خود را زیر سنگ‌ها یا در حفره‌های ساحل مخفی می‌کنند. هنگام شب خارج می‌شوند و غذا شکار می‌کنند. خارچنگ یک جفت آرواره کوچک‌تر دارد. شکم آن دارای سه جفت زائده است که غذا را تا آرواره‌ها می‌آورند. و برای همین است که برای گرفتن غذاهایی که در اطرافشان سازگاری پیدا کرده‌اند. این موجودات چهار جفت پا برای راه رفتن دارند و بر روی شکمش دست و پاهای دیگری برای شنا کردن دارد. خارچنگ بسیار خوب و سریع شنا می‌کند، حتی برای فرار از چنگ دشمن می‌تواند با دُم‌زنی به سرعت به سمت عقب شنا کند. طول برخی از آنها به پانزده سانتی‌متر هم می‌رسد